# Ashburn (Géorgie)
Pour les articles homonymes, voir Ashburn.
Ashburn est une municipalité et le siège du comté de Turner, en Géorgie, aux États-Unis. Sa population était de 4 152 habitants au recensement de 2010.
À l'est de la ville se trouve le World's Largest Peanut Monument; La plus grande statue de cacahuète au monde (voir la photos ci-contre).

## Démographie
| 1890 | 1900  | 1910  | 1920  | 1930  | 1940  |
| ---- | ----- | ----- | ----- | ----- | ----- |
| 403  | 1 301 | 2 214 | 2 116 | 2 073 | 2 266 |

| 1950  | 1960  | 1970  | 1980  | 1990  | 2000  |
| ----- | ----- | ----- | ----- | ----- | ----- |
| 2 918 | 3 291 | 4 209 | 4 766 | 4 827 | 4 419 |

| 2010  | - | - | - | - | - |
| ----- | - | - | - | - | - |
| 4 152 | - | - | - | - | - |